# Shedrack Kibet Korir
Shedrack Kibet Korir (Kenia, 14 de diciembre de 1978) es un atleta keniano, especialista en la prueba de 1500 m, con la que ha llegado a ser medallista de bronce mundial en 2007.

## Carrera deportiva
En el Mundial de Osaka 2007 gana la medalla de bronce en la carrera de 1500 metros, con un tiempo de 3:35:04, quedando tras el estadounidense Bernard Lagat y el bareiní Rashid Ramzi.